# Dywizja Najwyższego Naczelnika

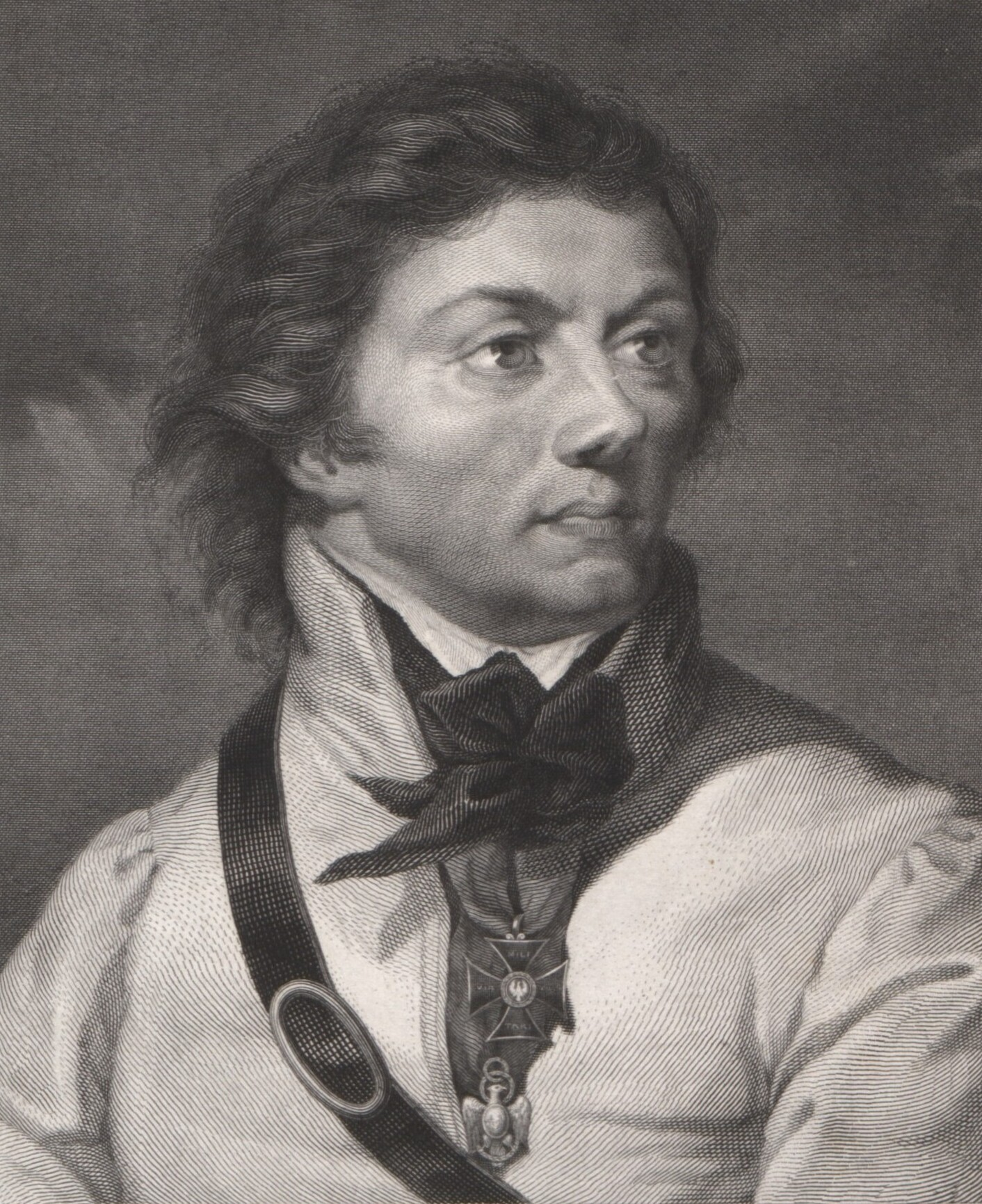
gen. Tadeusz Kościuszko, dowódca dywizji.

Dywizja Najwyższego Naczelnika Siły Zbrojnej Narodowej – jedna z formacji zbrojnych okresu powstania kościuszkowskiego.

## Formowanie i struktura dywizji
Dywizja nie miała standardowej organizacji. W każdym okresie składała się jednak z trzech rodzajów wojsk: piechoty i strzelców,  kawalerii oraz artylerii. Podział wewnętrzny ograniczał się jedynie do tzw. komed. Występował natomiast podział ugrupowana dywizji:
- marszowy: awangarda, korpus (siły główne) i ariergarda;
- bojowy: pierwsza i druga linia piechoty, prawe i lewe skrzydło (przeważnie jazda), i korpus rezerwowy.

## Walki
Jej trzon stanowiła dotychczasowa Dywizja Małopolska, którą dwukrotnie wzmocniły oddziały Dywizji Wielkopolskiej: raz pod Racławicami, drugi raz pod Szczekocinami. Dywizja walczyła pod obiema tymi miejscowościami. Później stanowiła główny komponent sił broniących Warszawy. Po odwrocie armii prusko-rosyjskiej spod Warszawy przekazywała swe oddziały do innych dywizji, przede wszystkim do dywizji znajdujących się na prawym brzegu Wisły. Pod koniec października 1794 pozostały z niej tylko szczupłe komendy.

## Dowódca
- gen. Tadeusz Kościuszko